# چیپ چاپ چندساله
چیپ چاپ چند ساله (نام علمی: Cornulaca monacantha) نام یک گونه از تیره تاج‌خروسیان است.